# Калинково
Калинково (слч. Kalinkovo) насељено је мјесто са административним статусом сеоске општине (слч. obec) у округу Сењец, у Братиславском крају, Словачка Република.

## Становништво
| Година:    | 1994. | 2004.    | 2014.    | 2024.    |
| ---------- | ----- | -------- | -------- | -------- |
| Број људи: | 849   | 957      | 1278     | 1564     |
| Разлика:   |       | +12,72 % | +33,54 % | +22,37 % |

| Година:    | 2023. | 2024.   |
| ---------- | ----- | ------- |
| Број људи: | 1530  | 1564    |
| Разлика:   |       | +2,22 % |

Према подацима о броју становника из 2011. године насеље је имало 1.177 становника.